# Queen's Club
Queen's Club er en privat sportsklub i bydelen West Kensington i London, England. Klubben har 27 udendørs og 10 indendørs tennisbaner, og den er bl.a. vært for Queen's Club-mesterskaberne, en årligt tilbagevendende tennisturnering på græsbaner for mænd, der er en del af ATP Tour. Klubben råder desuden over to jeu de paume-baner, og er Storbritanniens nationale hovedkvarter for denne sport, hvor den ligeledes hvert år er vært for British Open. Queen's Club har endvidere rackets and squash-baner, og den er også blevet landets hovedkvarter for disse sportsgrene efter lukningen af Prince's Club i 1940.

## Historie
Klubben blev grundlagt den 19. august 1886 under navnet The Queen's Club Limited af Evan Charteris, George Francis and Algernon Grosvener. Queen's Club var verdens andet sportskompleks til mere end en idrætsgren efter Prince's Club, og blev efterfølgende den eneste, da Prince's Club flyttede til Knightsbridge, hvorved den mistede sine udendørsfaciliteter. Klubben er navngivet efter dronning Victoria, klubbens første protektor. Den 19. maj 1887 blev den første græstennisbane indviet, og den 1. - 2. juli 1887 blev det første stævne afholdt, hvor Oxford University spillede mod Cambridge University. Opførelsen af klubbens bygninger tog ca. 18 måneder og de åbnede i januar 1888. Den første Wimbledon-finalist, William Marshall, var arkitekt på klubhuset. Til at begynde med tilbød klubben jeu de paume, Eton Fives, rackets, tennis (udendørs på græs samt indendørs), fodbold, rugby og atletik. Cricket blev også spillet, men ikke som organiseret sport. Universiteternes sportsstævne mellem Cambridge og Oxford blev afholdt i Queen's Club i perioden 1888-1928.
Queen's Club var spillested for turneringerne i indendørs tennis, jeu de paume og rackets ved de olympiske lege i 1908.
Indtil 1922 var klubben hjemmebane for fodboldklubben Corinthian FC, og der blev også spillet en landskamp i Queen's Club, hvor England den 18. marts 1895 spillede 1-1 mod Wales.
Queen's Club var vært for den første udgave af Fed Cup i 1963.
Queen's Club-mesterskaberne er fortsat en af de tre mest prestigefyldte græsturneringer i herretennis på ATP Tour, kun overgået af Wimbledon-mesterskaberne og sidestillet med Noventi Open i Halle, Tyskland. Turneringens boldpiger vælges blandt eleverne på årgang 8, 9 og 10 på St Philomena's Catholic High School for Girls og Nonsuch High School.

### Salg af Queen's Club
The Lawn Tennis Association (Storbritanniens tennisforbund, LTA) havde ejet Queen's Club siden 1953, men den 13. september 2005 satte forbundet klubben til salg. I salgsbetingelserne fremgik det, at rackets-klubben og Queen's Club-mesterskaberne ikke måtte blive berørt af salget. Grundens værdi til udvikling af boliger eller erhverv overgik dens værdi som sportsklub, hvis man kunne opnå tilladelse til dette, men LTA ønskede at bevare klubbens rolle i britisk tennis.
Den 8. marts 2006 offentliggjorde LTA, at klubben skulle sælges til klubmedlemmer for £ 45 millioner, hvilket afsluttede syv måneders uvished om klubbens fremtid. Nogle medlemmer protesterede imidlertid mod LTA's ret til at sælge klubben, idet de hævdede at forbundet blot forvaltede klubben på medlemmernes vegne og begyndte at samle penge ind til at sætte anfægte salget i en retssag. I december 2006 indgik de to parten et forlig uden om retten, hvori salgsprisen blev nedsat til £ 35 millioner. I februar 2007 flyttede LTA sit hovedsæde fra Queen's Club til det nye nationale tenniscenter i Roehampton.

## Faciliteter
Klubben råder over 27 udendørs tennisbaner, heraf 12 af verdens bedste græsbaner. De øvrige 15 baner fordeler sig på seks grusbaner med skifergrus som underlag, fem hardcourt-baner og fire baner med kunstgræs. Hertil kommer 10 indendørsbaner med hardcourt. Fra oktober til marts bliver to af grusbanerne endvidere overdækket i form af en boblehal, så medlemmerne kan spille på grus året rundt.
Queen's Club har to jeu de paume-baner, "østbanen" og "vestbanen", der er placeret i de ældste dele af klubben fra 1886. "Østbanen" bliver brugt til mesterskabskampe, f.eks. til British Open, eftersom den har en større tilskuerkapacitet end "vestbanen".
Klubbens to rackets-baner hedder "Championship Court" og "The Bridgeman". Der afholdes jævnligt verdensmesterskaber og nationale mesterskaber i rackets i Queen's Club.
Klubben råder over tre squash-baner.